# Manuel Schoppel
Manuel Schoppel (* 30. Oktober 1980) ist ein deutscher Fußballtorhüter.
Schoppel gehörte von 1999 bis 2002 zum Profikader des SC Freiburg in der Bundesliga. In der Saison 2001/02 absolvierte er sein einziges Bundesligaspiel. In der Saison 2002/03 spielte er viermal in der Regionalliga Süd für den 1. FC Schweinfurt 05, in der Saison 2003/04 kam er elfmal für den 1. FC Schweinfurt 05 zum Einsatz. Nach dem Zwangsabstieg des 1. FC Schweinfurt 05 verließ er den Verein und wechselte zum TSV Crailsheim in die Oberliga Baden-Württemberg. Dort war er vier Jahre lang die Nummer eins zwischen den Pfosten. Im Jahr 2008 schloss er sich dem FV Illertissen an, der gerade in die Oberliga aufgestiegen war. Anfang 2011 verließ er den Klub und wechselte zum Ligakonkurrenten FSV Hollenbach. Seit Anfang 2014 spielt er für die SpVgg Gröningen-Satteldorf in der Landesliga; noch in der Saison 2021/22 absolvierte er, mittlerweile 41-jährig, 3 Spiele.